# Émigration intérieure
Exil intérieur
«  Exil intérieur (psychologie) » redirige ici. Pour les autres significations, voir Exil intérieur.
L'émigration intérieure, ou exil intérieur, est un repli sur soi en réponse aux entraves à l'activité politique.

## Histoire
Cette notion remonte au moins aux années 1830, quand Delphine de Girardin appelle émigration intérieure l'absence de réaction des élites françaises à la chute de la monarchie des Bourbons. Peu après la Seconde Guerre mondiale, Frank Thiess qualifie d'Innere Emigration (« émigration intérieure ») l'attitude des écrivains allemands restés dans l'Allemagne nazie. Une expression équivalente, внутренняя эмиграция, est employée en URSS envers les petites communautés se transmettant des textes interdits et discutant entre soi, puis dans la Russie de Vladimir Poutine après 2012. En 2024, Miriam Elder (en) redoute un semblable exil intérieur des élites américaines lors de la seconde présidence de Donald Trump.

## Émigration intérieure dans l'Allemagne nazie
L'expression Innere Emigration (« émigration intérieure ») désigne l'attitude de résistance passive d'intellectuels, d'écrivains ou d'artistes allemands sous le régime nazi. « On désigne généralement [par ces termes] l'attitude qui consista à rester en Allemagne tout en prenant ses distances à l'égard du national-socialisme et en refusant d'illustrer son idéologie par quelque œuvre que ce soit ».
Par extension, l'expression peut désigner un état d'acceptation consciente et délibérée de sa propre impuissance à régler les problèmes de société, et l'abstention totale à laquelle on se résout, sans pour autant quitter son pays natal.
C'est Frank Thiess qui, en 1946, à la suite du refus de Thomas Mann de rentrer en Allemagne, et de déclarations accusant les écrivains n'ayant pas choisi l'exil pendant la Seconde Guerre mondiale de complicité, a élaboré cette notion d'émigration intérieure en expliquant que ces écrivains dont il a fait partie « ont trouvé en eux une résistance de l'esprit […] à partir de laquelle doit être construite la nouvelle Allemagne ». Cette notion multiforme a donné lieu à des controverses et à de nombreuses études.

### Quelques «émigrants intérieurs»
- Otto Alscher
- Werner Bergengruen
- Gottfried Benn
- Hans Blüher
- Hans Carossa
- Otto Dix
- Christian Dell
- Hans Heinrich Ehrler
- Werner Finck
- Wilhelm Furtwängler
- Gertrud Fussenegger
- Karl Amadeus Hartmann
- Ricarda Huch
- Ernst Jünger
- Erich Kästner
- Volker Lachmann
- Oskar Loerke
- Jeanne Mammen
- Friedrich Meinecke
- Erika Mitterer
- Walter von Molo
- Friedrich Reck-Malleczewen
- Richard Riemerschmid
- Reinhold Schneider
- Frank Thiess
- Ernst Wiechert
- Hermann Weller